# Burdette (Arkansas)
Burdette es un pueblo ubicado en el condado de Misisipi en el estado estadounidense de Arkansas. En el Censo de 2010 tenía una población de 191 habitantes y una densidad poblacional de 109,58 personas por km².

## Geografía
Burdette se encuentra ubicado en las coordenadas 35°49′9″N 89°56′9″O / 35.81917, -89.93583. Según la Oficina del Censo de los Estados Unidos, Burdette tiene una superficie total de 1.74 km², de la cual 1.74 km² corresponden a tierra firme y (0%) 0 km² es agua.

## Demografía
Según el censo de 2010, había 191 personas residiendo en Burdette. La densidad de población era de 109,58 hab./km². De los 191 habitantes, Burdette estaba compuesto por el 76.44% blancos, el 20.94% eran afroamericanos, el 0% eran amerindios, el 0% eran asiáticos, el 0% eran isleños del Pacífico, el 2.09% eran de otras razas y el 0.52% pertenecían a dos o más razas. Del total de la población el 8.38% eran hispanos o latinos de cualquier raza.